# Oshkosh, Wisconsin
Oshkosh este sediul comitatului Winnebago, statul Wisconsin, SUA.
1. ↑   https://www.oshkoshwi.gov/CityCouncil/CouncilMember/13, accesat în 18 august 2024 Lipsește sau este vid: |title= (ajutor)
2. ↑  Recensământul Statelor Unite ale Americii din 2010, accesat în 9 iulie 2020